# بادي إمونز
بادي إمونز (بالإنجليزية: Buddy Emmons)‏ هو عازف قيثارة وموسيقي أمريكي، ولد في 27 يناير 1937 في ميشاواكا في الولايات المتحدة، وتوفي في يوليو 2015 في ناشفيل في الولايات المتحدة.

## وصلات خارجية
- الموقع الرسمي
- بادي إمونز على موقع IMDb (الإنجليزية)
- بادي إمونز على موقع ميوزك برينز (الإنجليزية)
- بادي إمونز على موقع ميوزك برينز (الإنجليزية)
- بادي إمونز على موقع أول ميوزيك (الإنجليزية)
- بادي إمونز على موقع ديسكوغز (الإنجليزية)